# Universidad Germano-Jordana
La Universidad Germano-Jordana (en árabe:  الجامعة الالمانيه الاردنية) es una universidad con apoyo estatal ubicada en la ciudad de Amán, Jordania específicamente en la calle Ahmad Il Tarawneh. La universidad ofrece al estudiantado una variedad de carreras, y se diferencia de otras universidades jordanas, ofreciendo cursos de alemán, con la oportunidad para los estudiantes de visitar y estudiar en Alemania en su cuarto curso. Durante ese año, los estudiantes tienen la oportunidad de estudiar un semestre completo en una de las universidades alemanas de ciencias aplicadas e introducirse en la industria alemana.